# FCB México
FCB México (Foote, Cone & Belding) es la subsidiaria mexicana de FCB Global (draftfcb), que pertenece Interpublic Group, que es una de las cuatro agencias más destacadas a nivel mundial

## Orígenes
Como una de las primeras filiales fundadas por el corporativo fuera de Estados Unidos, FCB México remonta sus orígenes a 1952, cuando comienzan gestionando el trabajo para clientes de la casa matriz, como: Hiram Walker International Company, British Airways, Helen Curtis, Seven up, Ballantine´s, y Hellman´s.
Durante la década de los noventa la agencia atraviesa nuevos cambios; después de que FCB adquiere la agencia Maqueda - Gilbert, pasa a llamarse FCB Maqueda, la unión duró menos de veinticuatro meses, sin embargo nutrió a FCB con un nuevo portafolio de clientes como: Nestlé, Loreal y Colgate Palmolive. Durante el inicio del nuevo milenio, True North Communications (propietario de Bozell y FCB Worldwide) fusiona las empresas a escala global para fortalecer a FCB; con esto, en México se sumarían cuentas como Banorte, Chrysler y Pepsico. Tiempo después en el verano de 2001, True North y por tanto FCB, pasan a ser adquiridos por Interpublic Group.
Durante 2006, Interpublic Group revela la fusión de dos de sus más importantes filiales: FCB y Draft, surgiendo así la nueva denominación de Draftcfb. Implementando una nueva era para la agencia.

## En la actualidad
Por medio de un comunicado, la compañía Draftfcb, anuncia en 2014 que volverían a ser FCB (Foote, Cone & Belding). Cambio que no generó alteración alguna en los valores de la empresa. 
El presidente de FCB Brasil y chairman de FCB Latinoamérica, Aurélio Lopes, en 2016 presenta a Eric Descombes en su nueva función como CEO de la agencia.
Actualmente las oficinas de FCB se encuentran en Miguel Cervantes de Saavedra, 11520, Ciudad de México. 

## Servicios
El catálogo de servicios de FCB consta de diversos ejes creativos, enfocados en la generación y gestión de campañas publicitarias; de igual forma, han desarrollado una amplia cobertura de la publicidad en redes sociales.

## FCB Anywhere
A raíz de la emergencia sanitaria de 2020, FCB lanza un nuevo modelo de trabajo, enfocándose en aumentar la calidad de vida de sus colaboradores y aun así no mermar la productividad; tomando en cuenta diferentes factores como: productividad en casa vs oficina, calidad de vida, nuevas plataformas tecnológicas, servicio a clientes, etcétera.
FCB ha sido pionero en hacer uso de plataformas que operen con el modelo Crowdsourcing, lo cual implica que múltiples talentos contribuyen a un mismo proyecto desde diferentes territorios, a través de sus hogares.

## Premios
Merca 2.0: Mejores agencias de publicidad del año